# Great Fish River Museum
Das Great Fish River Museum ist ein Regionalmuseum in der südafrikanischen Stadt Cradock, das 1979 eröffnet wurde. Es erhielt seinen Namen nach dem bedeutendsten Wasserlauf der Region, dem Great Fish River.
Das Museum befindet sich in einem historischen Gebäude, was um 1849 als Pfarrgebäude der Niederländisch-reformierten Kirche Südafrikas (DRC) genutzt wurde. Später wechselten die Eigentümer, darunter die Gemeinde Cradock, die es für ihr Gesundheitsamt nutzte. Das Gebäude wurde 1971 der Status eines Nationaldenkmals von Südafrika verliehen. Ansässige Mitglieder der Cradock-Stiftung (Cradock Foundation) restaurierten und entwickelten es zum Museum.
In der Ausstellung wird über die Lebenssituation der ersten Siedler in der Region informiert, wie sie sich nach der zweiten britischen Besetzung seit 1806 hier entwickelte. Dazu werden Möbel, Keramiken, Fotografien und regionalkulturelle Sammlungsstücke aus dieser Epoche gezeigt.